# 卡岑巴赫河
47°25′05″N 8°33′40″E / 47.41809°N 8.56104°E

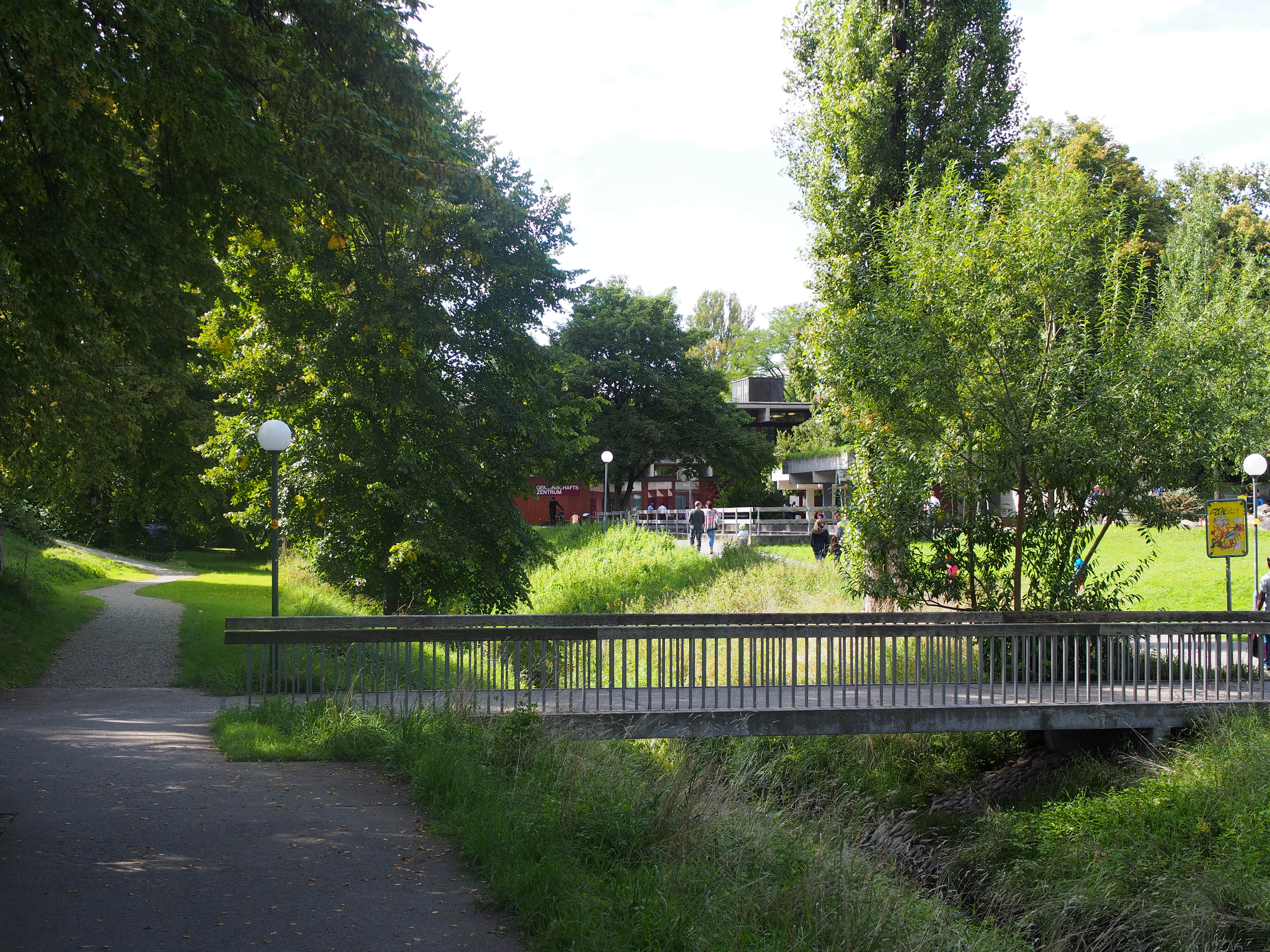

卡岑巴赫河是瑞士的河流，位於該國北部，流經蘇黎世州，屬於格拉特河的支流，河道全長6.9公里，河畔城鎮有蘇黎世、奧普菲孔和呂姆朗。